# Babajić
Babajić (srbsky Бабајић) je vesnice v západní části Srbska, administrativně spadající pod opštinu Ljig v Kolubarském okruhu. Vesnice se nachází severozápadně od města Ljig, na silnici regionálního významu z Ljigu do města Mionica. V roce 2011 zde žilo 431 obyvatel.
Z národnostního hlediska je obyvatelstvo v drtivé většině srbské národnosti.
První písemná zmínka o obci je z roku 1717 a elektrifikována byla v roce 1950.